# Гологану (Вранча)
Гологану (рум. Gologanu) насеље је у Румунији у округу Вранча у општини Гологану. Oпштина се налази на надморској висини од 34 m.

## Становништво
Према подацима из 2002. године у насељу је живело 3113 становника, од којих су сви румунске националности.